# Jörg Martin (Bibliothekar)
Jörg Christian Martin (* 11. Oktober 1936 in Hofgeismar; † 11. September 2014 in Leinfelden-Echterdingen) war ein deutscher Bibliothekar und Musikwissenschaftler.

## Leben
Jörg Martin studierte nach der Reifeprüfung am Realgymnasium in Hofgeismer zunächst Schulmusik am Staatlichen Hochschulinstitut für Musik in Mainz und zugleich Geographie und Mathematik, dann Musikwissenschaft und Islamwissenschaft und promovierte 1967 bei Hellmut Federhofer an der Universität Mainz, das Staatsexamen für den höheren Schuldienst hatte er bereits 1963 abgelegt. Im Jahre 1968 begann er als Bibliotheksreferendar an der Universitätsbibliothek Mainz die Ausbildung für den höheren Bibliotheksdienst, die er 1970 mit der Fachprüfung am Bibliothekar-Lehrinstitut des Landes Nordrhein-Westfalen abschloss. Nach kurzer Tätigkeit an der Universitätsbibliothek Mainz war er von 1970 bis 1973 beim Aufbau der Universitätsbibliothek Trier-Kaiserslautern tätig (Stellvertreter des dortigen Bibliotheksdirektors). Von 1973 bis 2000 leitete er dann die Universitätsbibliothek Hohenheim. Im Ruhestand beschäftigte er sich intensiv mit dem Komponisten Helmut Bornefeld.

## Schriften (Auswahl)
- Die Instrumentation von Maurice Ravel. Dissertation Universität Mainz 1967.
- Bibliographie und bibliographische Verzeichnisse in den arabisch-sprechenden Ländern des vorderen Orients. Eine Untersuchung an Hand von Bibliographien der letzten 70 Jahre. Köln 1970.
- Universitäts-Bibliothek Hohenheim 1973–1984. Stuttgart-Hohenheim 1986.
- (mit Karl-Wilhelm Horstmann): Hohenheim goes east. Mit TEMPUS nach Kaunas und Moskau. In: Gisela Weber (Hrsg.): Ordnung und System. Festschrift zum 60. Geburtstag von Hermann Josef Dörpinghaus. Wiley-VCH, Weinheim 1997, S. 47–62, ISBN 3-527-29490-2.
- Drachen steigen nur gegen den Wind. Sechs Jahre Kooperation mit der Bibliothek der chinesischen landwirtschaftlichen Universität in Beijing. In: Birgit Schneider (Hrsg.): Bücher, Menschen und Kulturen. Festschrift für Hans-Peter Geh zum 65. Geburtstag. Saur, München 1999, S. 403–412, ISBN 3-598-11399-4.
- 27 Jahre UB Hohenheim (1973–2000). In: Hohenheimer Themen, Bd. 9 (2000), S. 69–150.
- Die musikalischen Handschriften von Johann Rudolph Zumsteeg im Besitz der Württembergischen Landesbibliothek (WLB). In: Reiner Nägele (Hrsg.): Johann Rudolph Zumsteeg (1760–1802) – der andere Mozart? Begleitbuch zu einer Ausstellung in der Württembergischen Landesbibliothek Stuttgart vom 9. Oktober – 23. November 2002 ; mit einem Quellenverz. Württembergische Landesbibliothek, Stuttgart 2002, S. 72–149, ISBN 3-88282-059-4.
- Der Komponist Helmut Bornefeld (1906–1990). Verzeichnis seines Nachlasses in der Württembergischen Landesbibliothek. Zwei Bände (= Musikernachlässe in baden-württembergischen Bibliotheken und Archiven, Bd. 1). Wißner, Augsburg 2006/2011, ISBN 3-89639-523-8 und ISBN 978-3-89639-751-5.
- Paul Rose im Nachlass von Helmut Bornefeld. In: Musik in Baden-Württemberg, Bd. 17 (2010), S. 193–205.
- Der Nachlass von Helmut Bornefeld in der Württembergischen Landesbibliothek in Stuttgart. In: Musik in Baden-Württemberg, Bd. 18 (2011), S. 257–261.
- Die „Adventsbriefe“ im Nachlass von Helmut Bornefeld. In: Musik in Baden-Württemberg, Bd. 20 (2013), S. 181–217.